# Raad van State (Spanje)
De Spaanse Raad van State (Spaans: Consejo de Estado) is het hoogste adviserende overheidsorgaan van de regering en een van de oudste overheidsinstellingen in dat land. De raad zetelt in het Palacio de los Consejos aan de Calle Mayor in Madrid.

## Geschiedenis
De eerste voorlopers van de Spaanse Raad van State werden ingesteld door het katholieke koningspaar door middel van het Edict van Toledo in 1480 en moesten de koningen adviseren over buitenlands beleid. Koning Karel I vormde in 1521 deze raden om tot een enkele raad onder zijn persoonlijke leiding en deed voor het eerst een beroep op deze raad in 1526, toen de troepen van Süleyman I Oostenrijk bedreigen. De raadsmannen hadden geen juridische achtergrond, maar werden benoemd vanwege hun kennis van de internationale politiek. Niet alleen adviseerden zij de koning, ze hadden ook de leiding over de ambassades in hoofdsteden als Wenen, Rome, Venetië, Londen, Parijs en Lissabon.

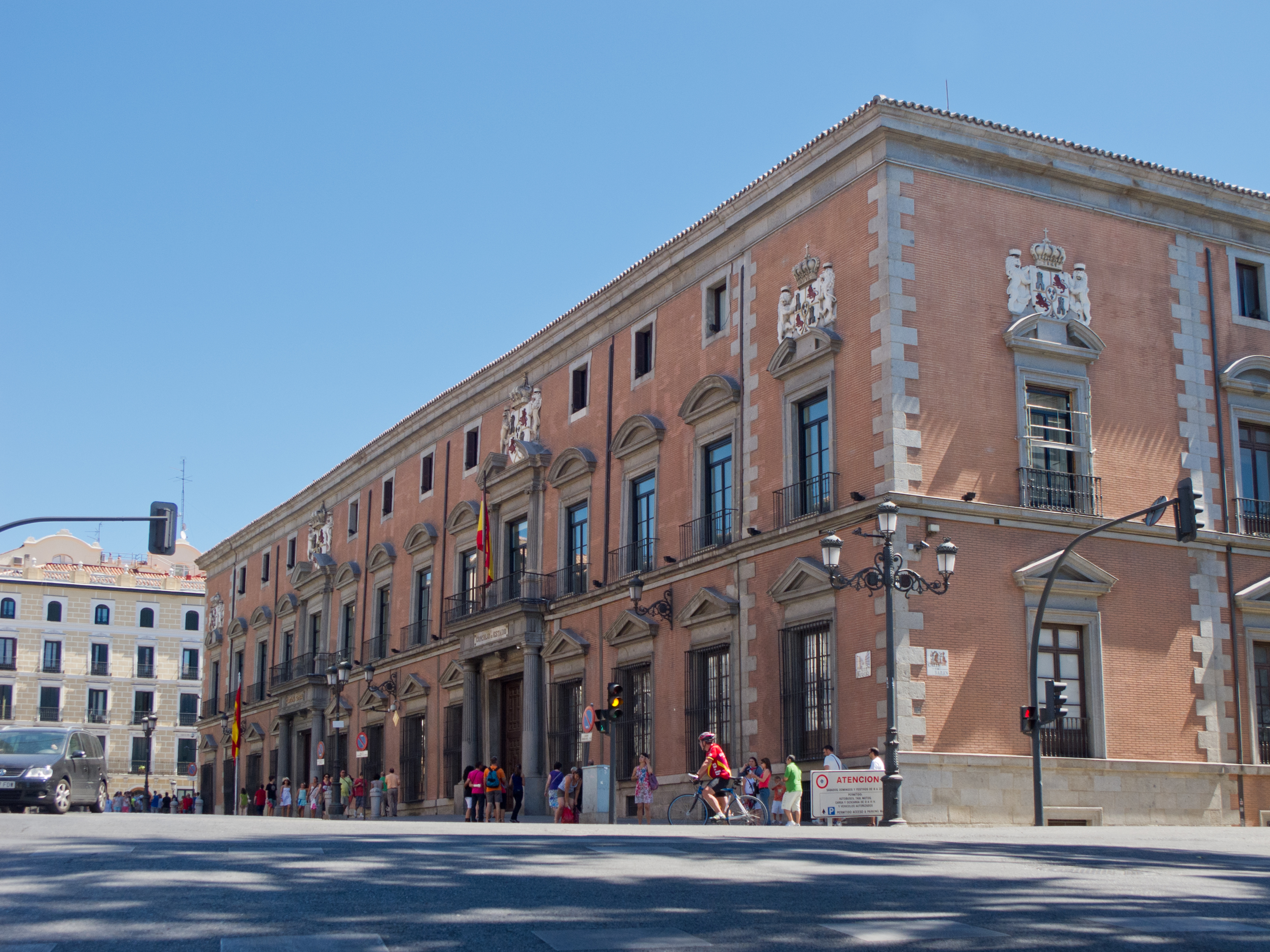
het Palacio de los Consejos te Madrid

Wapenschild van de staatsraad

Tot de invoering van de eerste grondwet in 1812 blijft het een persoonlijke raad van de koningen, waarvan de invloed bepaald werd door het belang dat de monarchen de raad gaven. Vanaf 1812 wordt de raad ingebouwd in een systeem dat georganiseerd is rondom de scheiding der machten. Van 1845 tot 1904 kon de raad ook juridische uitspraken doen, sindsdien is de raad nog enkel raadgevend.

## Functioneren
De Raad van State is in Spanje een puur adviserend orgaan. De functie ervan is het adviseren over vraagstukken die voor worden gelegd door de regering, of op eigen initiatief alternatieve voorstellen doen. Hierbij moet de raad toezien op het respecteren van de grondwet en de andere juridische bepalingen en wetten. Bovendien draagt hij zorg voor het harmoniseren van het geheel van wetten en bepalingen.

## Samenstelling
De voorzitter van de raad wordt op voordracht van de regering door de koning benoemd. Deze functie wordt veelal bekleedt door gereputeerde juristen. De huidige voorzitter is Francisco Rubio Llorente. De leden zijn voorzitters van belangrijke staatsorganen, zoals de nationale bank of de Real Academia Española, voormalige premiers en vooraanstaande mensen uit de politiek, het leger, de wetenschap, de rechtspraak enzovoort.